# Thomas Masson
Pour les articles homonymes, voir Masson.
Thomas Masson, né le 23 mai 1990 à Arras, Pas-de-Calais, est un boxeur français qui combat en catégorie poids mouches.

## Carrière
Il a été trois fois champion d’Europe et quatre fois champion de France de sa catégorie.
Le 22 octobre 2017, il combat Daigo Higa pour le titre de champion du monde WBC. Il perd le combat à la septième reprise suit à arrêt de l'arbitre.

## Parcours professionnel extra-sportif
Il était agent de collecte des ordures ménagères au SMAV (Syndicat mixte Artois valorisation) puis est devenu éducateur sportif à la ville d’Arras.